# Aruba Airlines

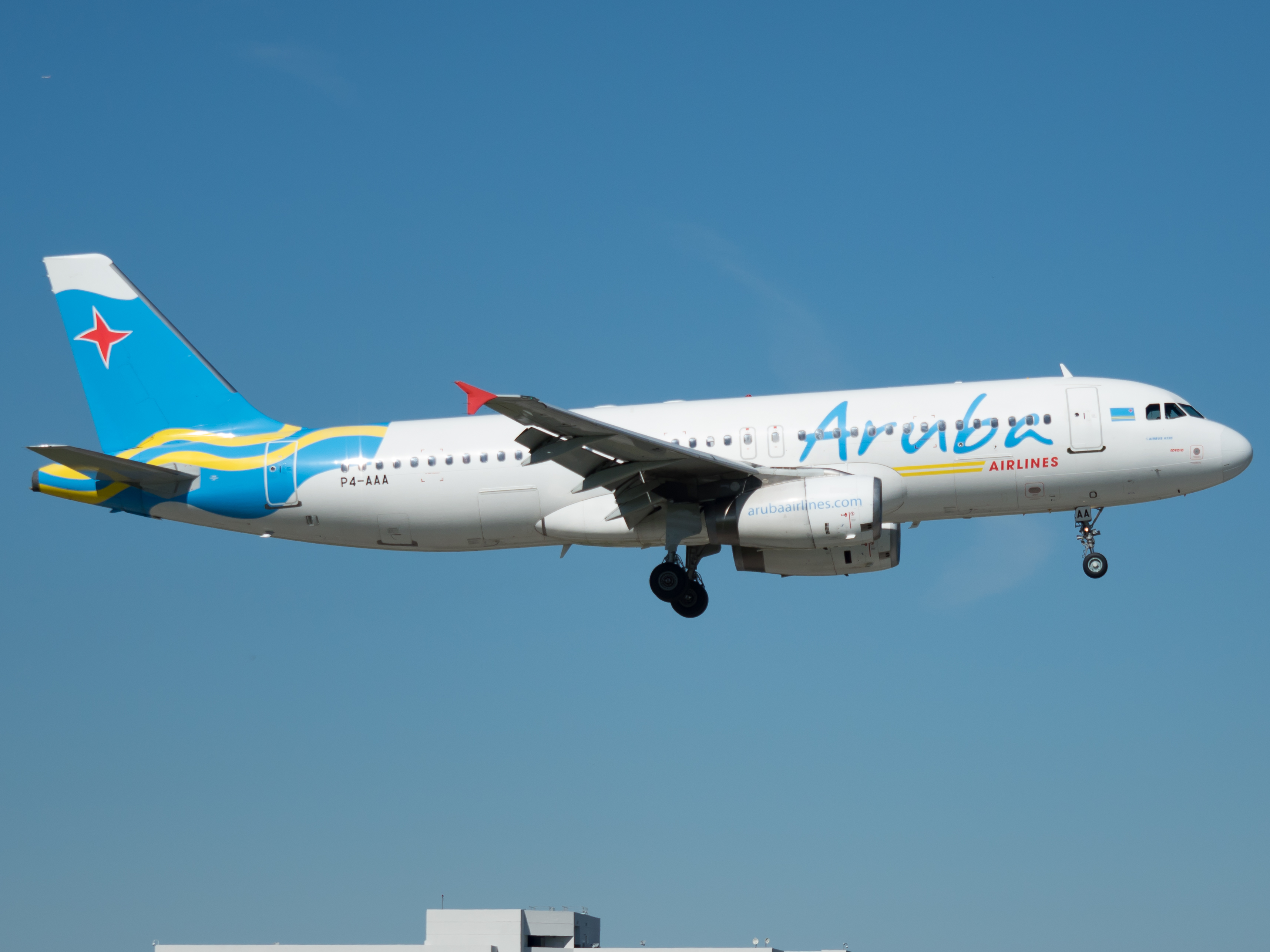
Airbus A320-232 авіакомпанії Aruba Airlines в міжнародному аеропорту Маямі

Arubaanse Luchtvaart Maatschappij N. V., діюча як Aruba Airlines, — невелика авіакомпанія Аруби зі штаб-квартирою в Ораньєстад
.
Портом приписки компанії є міжнародний аеропорт імені королеви Беатрікс.

## Історія та загальні відомості
Авіакомпанія була заснована у 2010 році як чартерний перевізник із флотом, що складається з одного семимісного літака Piper PA-31 Navajo.
На початку 2011 року компанія залучила приватних інвесторів, що дозволило модернізувати флот реактивними лайнерами. У серпні наступного року авіакомпанія отримала сертифікат експлуатанта з дозволом на перевезення пасажирів в економічному класі, після чого взяла в лізинг два літаки Airbus A320 з салонами на 150 пасажирських місць кожен. Перший лайнер був доставлений в листопаді 2012 року.
В кінці 2012 року Aruba Airlines почала чартерні перевезення, а в наступному році відкрила і регулярні маршрути в Маракайбо, Венесуели і Панаму.

## Маршрутна мережа
У квітні 2015 року маршрутна мережа регулярних перевезень авіакомпанії Aruba Airlines охоплювала такі аеропорти:
| Місто         | Країна                   | Аеропорт                                     | Примітки |
| Ораньєстад    | Аруба                    | міжнародний аеропорт імені королеви Беатрікс | хаб      |
| Маракайбо     | Венесуела                | міжнародний аеропорт Ла-Чініта               |          |
| Маямі         | США                      | міжнародний аеропорт Маямі                   |          |
| Валенсія      | Венесуела                | міжнародний аеропорт імені Артуро Мічелени   |          |
| Санто-Домінго | Домініканська Республіка | міжнародний аеропорт Лас-Амерікас            |          |
| Богота        | Колумбія                 | Міжнародний аеропорт Ель-Дорадо              |          |

## Флот

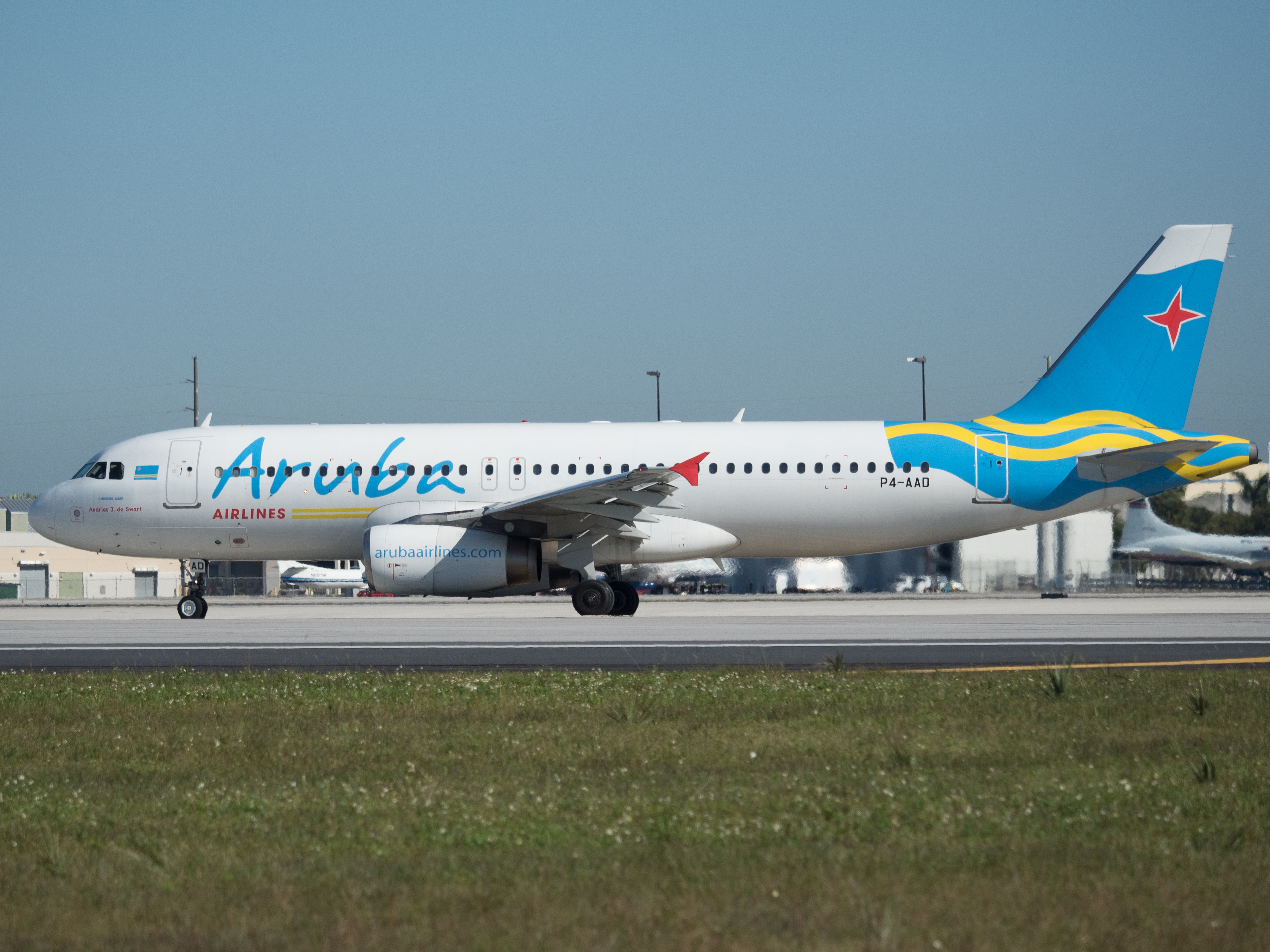
Airbus A320-232 авіакомпанії Aruba Airlines в міжнародному аеропорту Маямі

У вересні 2014 року повітряний флот авіакомпанії Aruba Airlines становили такі літаки середнім віком 19,3 року:
| Тип літака      | В експлуатації | Замовлено | Опціон | Пасажирських місць | Пасажирських місць | Пасажирських місць | Примітки |
| Тип літака      | В експлуатації | Замовлено | Опціон | Бізнес-клас        | Економічний        | Всього             | Примітки |
| Airbus A320-200 | 3              | 1         | 0      | 12                 | 138                | 150                | лізинг   |
| Airbus A330-200 | 0              | 1         | 2      | н/д                | н/д                | н/д                |          |
| Всього          | 3              | 2         | 2      |                    |                    |                    |          |